# دان فيلان
دان فيلان (بالإنجليزية: Dan Phelan)‏ هو لاعب كرة قاعدة أمريكي، ولد في 23 يوليو 1864 في واتربوري في الولايات المتحدة، وتوفي بنفس المكان في 7 ديسمبر 1945.

## وصلات خارجية
- دان فيلان على موقعبيزبول رفرنس.كوم (الدوري الرئيسي) (الإنجليزية)